# Феофил (Роман)
Епи́скоп Фео́фил (рум. Episcop Teofil, в миру Петру Роман, рум. Petru Roman; 13 мая 1971, Десешть, жудец Марамуреш, Румыния) — епископ Румынской православной церкви, епископ Иберийский, викарий Испанской и Португальской епархии (Митрополия Западной и Южной Европы).

## Биография
Родился 13 мая 1971 года в местечке Десешти жудеца Марамуреш в Румынии в семье Георгия и Марии
С 1977 по 1985 год обучался в начальной школе в родном селе. С 1985 по 1989 год обучался в техническом лицее № 2 в Сигету-Мармацией. В 1989 году поступил в духовную семинарию в Клуж-Напоке.
5 ноября 1991 года был принят в братию монастыря Успения Пресвятой Богородицы в Никуле жудеца Клуж, где 8 марта 1992 года принял монашество с именем Феофил, 25 марта того же года был рукоположен в сан иеродиакона, 16 июля того же года — в сан иеромонаха.
В 1992 году окончил духовную семинарию в Клуж-Напоке и поступил на богословский факультет в Клуж-Напоке, который окончил в 1996 году, защитив дипломную диссертацию «Семья и монашество в церковной жизни».
С 1995 по 2008 год был духовником монастыря иконы Божией Матери «Живоносный Источник» в Салве жудеца Бистрица-Нэсэуд. В 1998 году был возведён в сан протосингела, а 15 августа 2002 года в Устпенском монастыре в Никуле был возведён в сан архимандрита.
В 2002—2008 годах служил экзархом (благочинным) монастырей Вадской архиепископии. C 2008 по 2018 год служил экклисиархом митрополичьего каферального собора и президентом епархиальной монашеской консистории.
Около двадцати лет являлся сотрудником радиостанции «Renașterea» (Возрождение) Клужской архиепископии, где был директором еженедельной программы «ABC-ul credinței» (Азбука веры). Участвовал во многочисленных духовных конференциях, национальных и международных симпозиумах.
15 февраля 2018 года был избран епископом Иберийским, викарием Испанской и Португальской епархии, входящей в состав Митрополии Западной и Южной Европы Румынского Патриархата.
15 апреля того же года в новом Богородицком соборе в Мадриде была совершена его епископская хиротония, которую совершили: архиепископ Вадский, митрополит Клужский, Албийский, Крисанский и Марамурешский Андрей (Андрейкуц); митрополит Испанский и Португальский Поликарп (Ставропулос) (Константинопольский патриарахат); митрополит Западной и Южной Европы Иосиф (Поп); архиепископ Берлинский, митрополит Германский, Центрально и Северо-Европейский Серафим (Жоантэ); архиепископ Рымникский Варсонофий (Годжеску); епископ Хушский Игнатий (Триф); епископ Орадийский Софроний (Дринчек); епископ Марамурешский и Сатмарский Иустин (Ходя); епископ Тулчинский Виссарион (Бэлцат); епископ Девский и Хунедоарский Гурий (Джорджу); епископ Итальянский Силуан (Шпан); епископ Испанский и Португальский Тимофей (Лауран); епископ Лугожский Паисий (Георге); епископ Нямецкий Марк (Альрик) и епископ Брашовский Софиан (Пэтрунжел).